# Temisto (astronomia)
Temisto (Θεμιστώ in lingua greca), o Giove XVIII, è un satellite naturale minore del pianeta Giove.

## Scoperta
Temisto fu individuato per la prima volta da Charles Kowal e Elizabeth Roemer il 30 settembre 1975, e al momento della scoperta ricevette la designazione provvisoria S/1975 J 1. Non fu tuttavia possibile effettuare sufficienti osservazioni per stabilirne l'orbita, e si persero le tracce dell'oggetto.
Nel 2000 Scott Sheppard, David Jewitt, Yanga Fernández e Eugene Magnier scoprirono quello che sembrava un nuovo satellite di Giove, che ricevette la designazione provvisoria S/2000 J 1. Ben presto si comprese che si trattava dello stesso corpo celeste del 1975. Queste osservazioni furono subito correlate con altre effettuate il 6 agosto 2000 da parte di un gruppo composto da Brett J. Gladman, John J. Kavelaars, Jean-Marc Petit, Hans Scholl, Matthew J. Holman, Brian G. Marsden, Philip D. Nicholson e Joseph A. Burns, che erano state comunicate al Minor Planet Center, ma non pubblicate in una IAU Circular (IAUC).

## Denominazione
Nell'ottobre 2002,  l'Unione Astronomica Internazionale (IAU) gli ha assegnato la denominazione ufficiale che fa riferimento a Temisto, che nella mitologia greca era figlia di Inaco e aveva avuto dei figli da Zeus.

## Parametri orbitali
L'orbita di Temisto è insolita, perché il satellite orbita isolatamente quasi a metà strada tra il gruppo dei satelliti medicei e il gruppo di Imalia, composto da satelliti irregolari in moto progrado attorno al gigante gassoso.

## Caratteristiche fisiche
Temisto ha un diametro di circa 8 km (assumendo un'albedo di 0,04). Anche se il telescopio spaziale NEOWISE non ha potuto calcolare il valore esatto dell'albedo a causa del ristretto periodo di osservazione, è noto che il suo indice di colore è B−V=0,83, V−R=0,46 e V−I=0,94.